# Dennis Hejhal
Dennis Arnold Hejhal (né le 10 décembre 1948 à Chicago) est un mathématicien américain. Dans ses recherches mathématiques, il utilise fréquemment des calculs informatiques poussés.

## Biographie
En 1967, alors qu'il est étudiant de première année à l'université, Hejhal est parmi les 5 meilleurs aux États-Unis au concours de mathématiques William Lowell Putnam. Hejhal est diplômé de l'Université de Chicago en 1970 avec un baccalauréat et de l'Université Stanford en 1972 avec un doctorat en mathématiques sous la direction de Menahem Max Schiffer. Il devient professeur assistant à Harvard en 1972, puis en 1974 professeur associé à l'Université Columbia et à partir de 1978 professeur à l'Université du Minnesota. De plus, il est professeur à l'Université d'Uppsala de 1994 à 2012 (où il est depuis professeur émérite) et membre du Minnesota Supercomputing Institute depuis 1986. Il est professeur invité à l'Université de Princeton en 1993 et à l'Institute for Advanced Study à plusieurs reprises depuis 1983.
Hejhal travaille sur la théorie analytique des nombres, les formes automorphes, la formule des traces de Selberg et le chaos quantique. De 1972 à 1974, il est boursier Sloan. En 1986, il est conférencier invité au Congrès international des mathématiciens à Berkeley (Zeros of Epstein Zeta Functions and Supercomputers). En 1997, il reçoit le prix Goran Gustafson de l'Académie royale des sciences de Suède et en 2005 le prix Eva et Lars Gårding. Il est membre de la Société royale suédoise des sciences. En 2012, il devient membre de l'American Mathematical Society.
Il est le directeur de thèse de Persi Diaconis et supervise la recherche de thèse de spécialisation de premier cycle de James Z. Wang (en).